# Methana

Panoramablick auf den Hauptort der gleichnamigen Halbinsel Methana

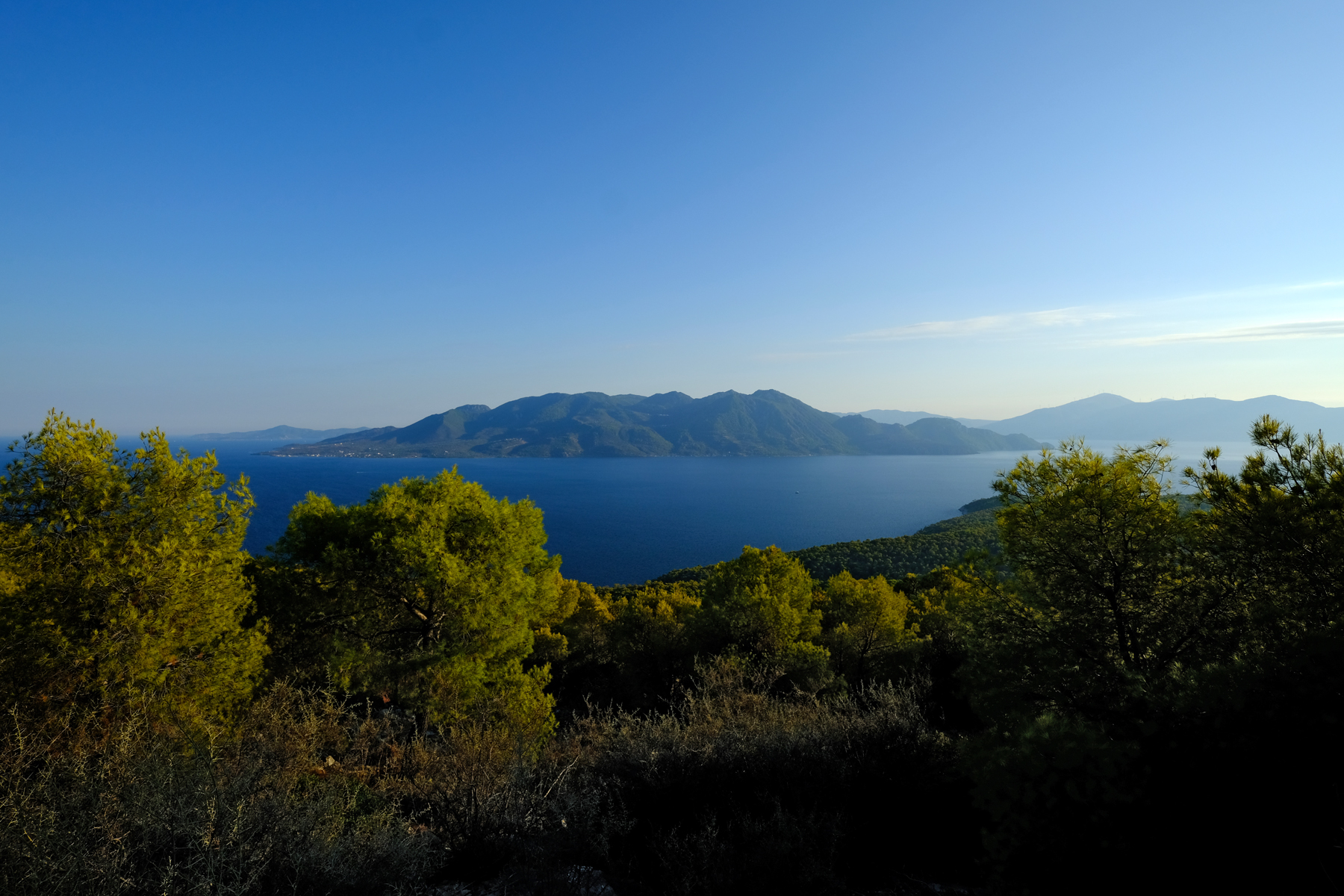
Die Halbinsel Methana, von der benachbarten Insel Angistri aus gesehen

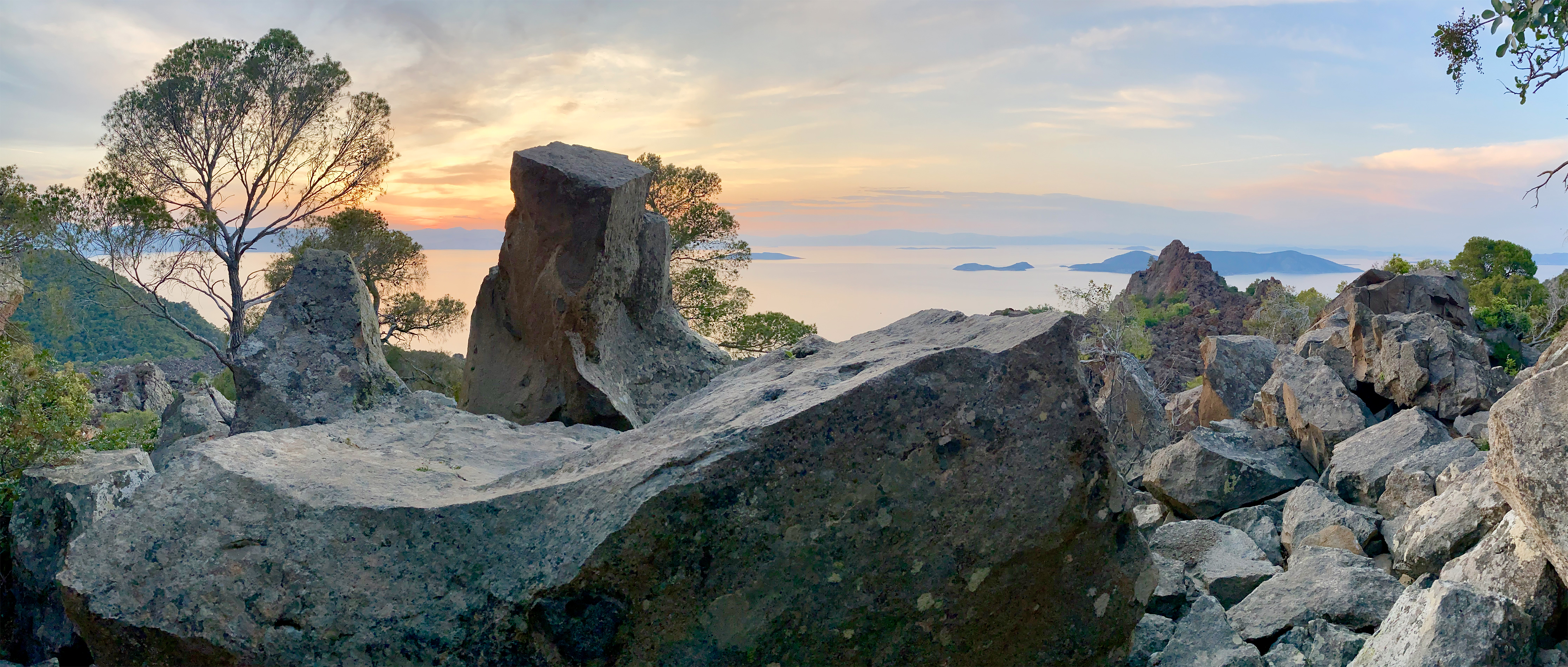
Blick von einem der Dome des Vulkans Kameno Vuono (425 m) in nördliche Richtung (16°). Die Insel in der Mitte ist Agistri.

Methana (griechisch Μέθανα (n. pl.), altgriechisch ἡ Μεθάνα (f. sg.)) ist eine Halbinsel in der Argolis am Saronischen Golf am Ostzipfel der Peloponnes (χερσόνησος των Μεθάνων ‚Halbinsel Methana‘) und ein Gemeindebezirk in der Gemeinde Trizinia-Methana. Von 1912 bis Ende 2010 war es eine eigenständige Gemeinde (Δήμος Μεθάνων) in der Region Attika. Hauptort der Gemeinde war der im Südteil gelegene gleichnamige Kurort Methana. Zum 1. Januar 2011 wurde die Gemeinde mit Trizina zur neuen Gemeinde Trizinia-Methana vereinigt, wo sie seither einen Gemeindebezirk bildet.

## Geografie

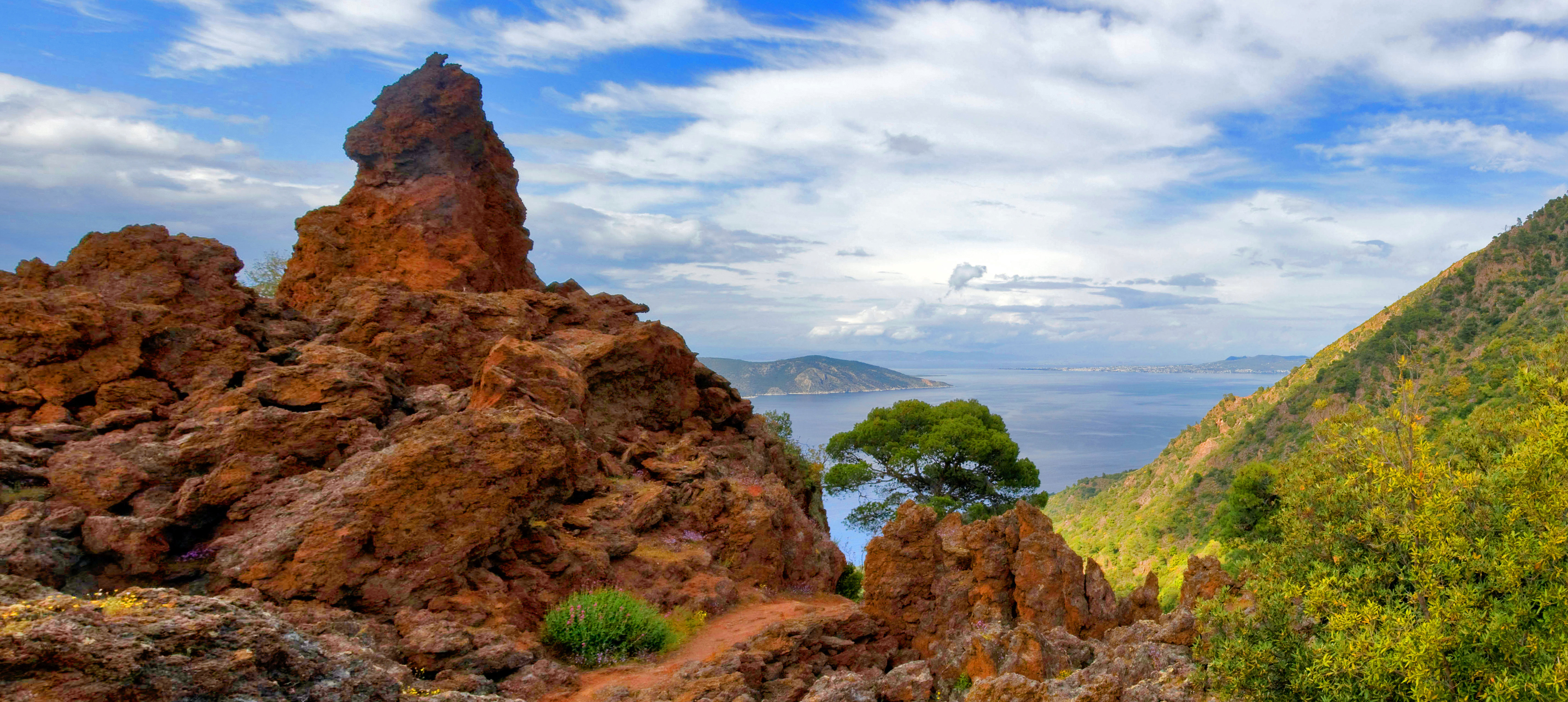
Lavafeld auf Methana

Die Halbinsel Methana ist der nordwestlichste Ausläufer des Kykladenbogens, auf dem die aktiven Vulkangebiete Methana, Milos, Santorin und Nisyros liegen. Sie ist übersät von über 30 Vulkandomen und zahlreichen schwefelhaltigen Thermalquellen vulkanischen Ursprungs.
Der historische Ausbruch des Vulkans Kameno Vouno fand vermutlich zwischen 277 und 239 v. Chr. beim Dorf Kameni Chora neben dem älteren Vulkandom Malia Vgethi im Nordwesten der Halbinsel statt. Die antiken Schriftsteller Ovid, Strabon und zuletzt Pausanias berichteten von dem Vulkanausbruch und den danach entsprungenen Heilquellen an der Küste bei der Siedlung Agios Nikolaos.
Vor der Nordwestküste Methanas wurde 1987 der unterseeische Vulkan Pafsanias entdeckt, der noch im 17. Jahrhundert aktiv war. Dieser Ausbruch und die heißen Quellen deuten darauf hin, dass der Vulkanismus auf Methana nicht erloschen ist und auch in Zukunft weitere Vulkanausbrüche zu erwarten sind.
Seit 1991 wird die Halbinsel von der ETH Zürich geologisch und kartographisch erforscht. Daraus entstand je eine geologische und je eine topographische Karte der Halbinsel im Maßstab 1:25.000. Mit diesen Daten wurde auch eine dreidimensionale Landkarte geschaffen, die im Internet virtuell durchwandert werden kann. Die höchste Erhebung ist die Chelona (griechisch Χελώνα (f. sg.)) mit 741 m.
Die heutigen Methaner gehören zu den Arvaniten, einer ursprünglich aus Süd-Albanien stammenden Minderheit, die im Mittelalter nach Griechenland einwanderte. Auch wenn Methangas aus Mofetten auf der Halbinsel aus der Erde kommt, so ist der Name Methanas nicht darauf zurückzuführen. Während Methana schon in der Antike so genannt wurde, ist der Name des Gases neuzeitlich (wenn auch aus altgriechischen Bestandteilen zusammengefügt).

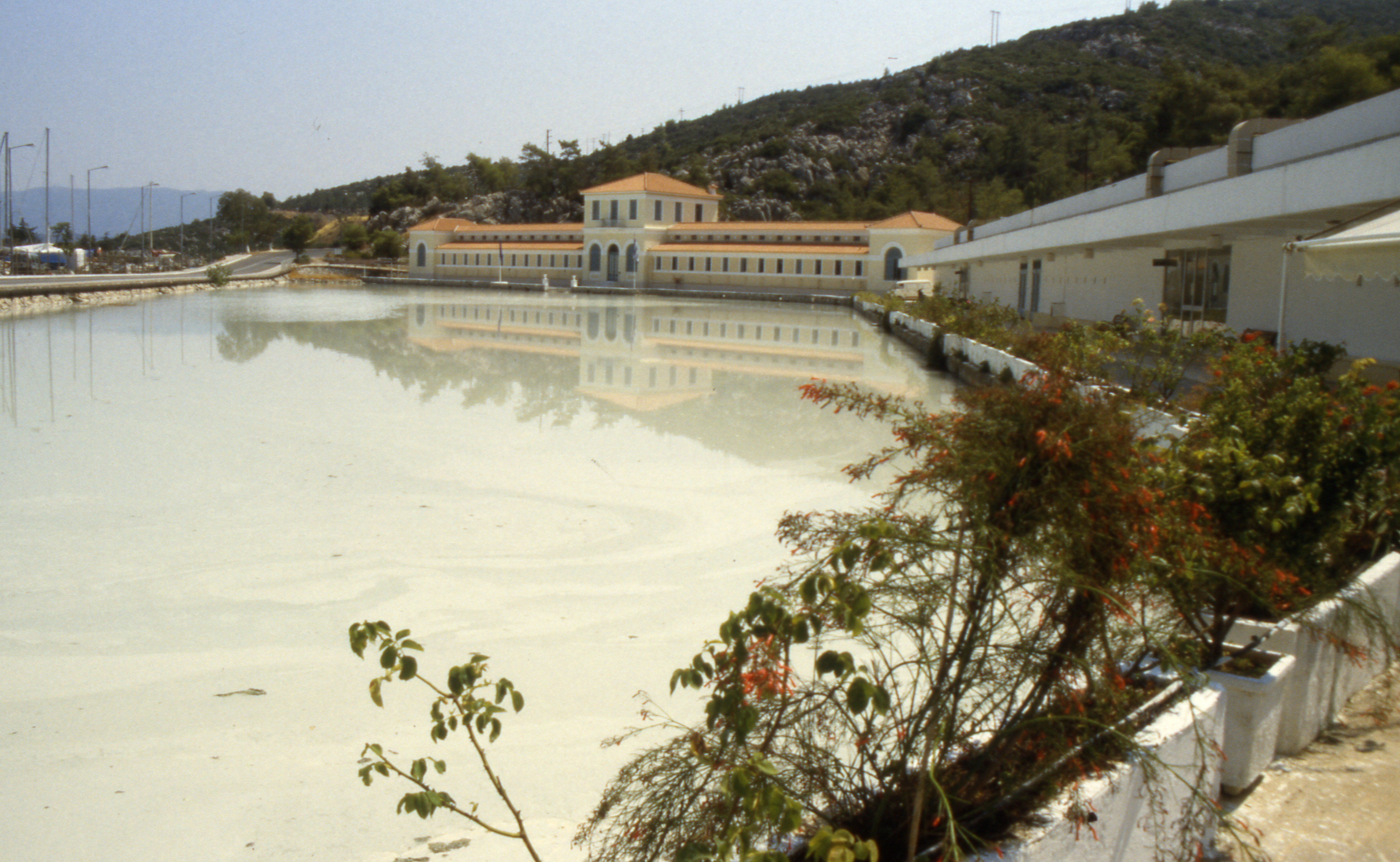
Heilbad in Methana 2002

## Geschichte im Altertum
Weder Stadt noch Halbinsel sind im Altertum zu nennenswerter Bedeutung gelangt, obwohl die Besiedlung seit der mykenischen Zeit nachgewiesen ist. Antike Funde, die zum ersten Mal von Michael Deffner beschrieben wurden, sind auf der gesamten Halbinsel verstreut.
Sensationell war 1990 die Entdeckung einer spätmykenischen Siedlung durch Sofia Michalopoulou bei der Kapelle Agii Konstantinos ke Eleni. Dort wurde ein Heiligtum mit zahlreichen Opfergaben und einem Kindergrab, möglicherweise einem Menschenopfer, entdeckt. Berühmt ist die Akropolis Paliokastro des antiken Methana beim Fischerdorf Vathy, von der sich Reste von Mauern, Türmen und Toren aus dem 5. Jahrhundert v. Chr. erhalten haben. Weitere Burgfestungen befinden sich beim Dorf Kypseli an der Küste (Akropolis Oga) und am Hauptort auf der Halbinsel Nisaki (griechisch Νησάκι ‚Inselchen‘).
Im Peloponnesischen Krieg war die gesamte Halbinsel vom Jahre 425 v. Chr. bis zum Nikiasfrieden von den Athenern besetzt, die sie als Brückenkopf zum Angriff auf mit den Spartanern verbündete Städte benutzten. Zur Verteidigung hatte man das Kastel Favieros und eine Sperrmauer am Isthmus errichtet. Im 4. Jahrhundert v. Chr. war die Stadt selbstständig, bis sie in den Einflussbereich der Ptolemäer geriet und als Stützpunkt diente. In dieser Zeit (bis etwa Mitte des 2. Jahrhunderts v. Chr.) trug sie den Namen Arsinoe in der Peloponnes. Die Soldaten brachten den Kult der Isis und des Serapis mit.

## Moderne
Im 19. Jahrhundert war Methana ein beliebter Kurort, der vor allem die wohlhabende Mittelschicht aus Athen und Piräus anzog. Es gab einige Hotels, ein Kasino, Freiluftkinos und ein kleines Theater. Tägliche Schiffsverbindungen mit Piräus machten Methana zu einem „Mykonos“ der Vorkriegszeit. Während des Zweiten Weltkriegs litt auch Methana unter der deutschen Besatzung. Die Seeblockade von Piräus führte zu einem Einbruch bei den Besucherzahlen. Größere Verbrechen der deutschen Besatzer sind aus Methana nicht bekannt.
Nach dem Zweiten Weltkrieg bekam auch Methana Mittel aus dem Marshallplan und restaurierte die Heilbäder Agios Nikolaos im Ostteil der kleinen Kurstadt. In den 1960er-Jahren wurde Methana wieder zu einem beliebten Kur- und Sommerort, und in den 1970er-Jahren wurde die Seepromenade modernisiert und das Vergnügungszentrum auf dem Inselchen Nisaki gebaut. Ab 1990 begann langsam der Abschwung. Methana hatte es verpasst, sich der Zeit anzupassen und neue Angebote im Tourismus zu schaffen. Die hauptsächlich ältere Kundschaft, die zu Kuren kam, sorgte für ein negatives Image, dass Methana nur für alte Leute geeignet sei. Auch wurden die Heilbäder nicht modernisiert. In dieser Zeit wurden die konkurrierenden Bäderstädte Loutraki und Ädipsos entwickelt und vermarktet. Die Privatisierung der Bäder, die vorher unter der Kontrolle des griechischen Fremdenverkehrsamtes EOT standen, war kein Erfolg, da die Investoren durch lokalpolitische Differenzen und bürokratische Hürden ausgebremst wurden. Die fehlende Erfahrung im Spa- und Wellnessbereich sowie die fehlende Zertifizierung der heilkräftigen Thermen sind bis heute (Stand: 2017) ein Hindernis. Es gibt keinen Marketingplan, und so zieht der Misserfolg der Heilbäder auch den gesamten Ort Methana in die Krise. Neue nachhaltige Konzepte zur Entwicklung des sanften Tourismus stoßen bis heute (Stand: 2017) auf Desinteresse der Lokalverwaltung.
Auch die erste internationale Konferenz über den Vulkanismus Methanas, die vom 10. bis 12. Juni 2016 stattfand und zahlreiche Geologen und Vulkanologen nach Methana brachte, ist nicht auf nachhaltiges Interesse der Bevölkerung oder der Verwaltung gestoßen. Bis heute (Stand: 2017) gibt es kein Konzept für eine Entwicklung des Geotourismus oder nachhaltiger Formen des Tourismus, obwohl es auf Methana mehr als 60 km Wanderwege und zahlreiche historische, geologische und naturkundliche Sehenswürdigkeiten gibt.

## Gliederung des Gemeindebezirks

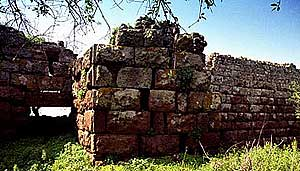
Paliokastro von Methana

Die bis 1997 bestehenden vier Gemeinden wurde im Zuge des Kapodistrias-Programms zu einer Gemeinde zusammengefasst und haben seit 2011 den Status von Ortsgemeinschaften (topiki kinotita) und wählen je nach Einwohnerzahl einen Rat oder einen einzelnen Vertreter als Lokalvertretung. Die Einwohnerzahlen stammen aus dem Ergebnis der Volkszählung 2011.
- Gemeindebezirk Methana – Δημοτική Ενότητα Μεθάνων – 1.657
  - Ortsgemeinschaft Kounopitsa – Τοπική Κοινότητα Κουνουπίτσης – 178
    - Agios Georgios – Άγιος Γεώργιος – 46
    - Agios Nikolaos – Άγιος Νικόλαος – 8
    - Kounopitsa – Κουνουπίτσα – 75
    - Makrylongos – Μακρύλογγος – 24
    - Palea Loutra – Παλαιά Λουτρά – 25

  - Ortsgemeinschaft Kypseli – Τοπική Κοινότητα Κυψέλης Μεθάνων – 92
    - Agii Theodori – Άγιοι Θεόδωροι – 45
    - Kypseli – Κυψέλη – 47

  - Ortsgemeinschaft Methana – Τοπική Κοινότητα Λουτροπόλεως Μεθάνων – 1.097
    - Dritseika – Δριτσαίικα – 205
    - Methana – Μέθανα – 892

  - Ortsgemeinschaft Megalochori – Τοπική Κοινότητα Μεγαλοχωρίου – 290
    - Vathy – Βαθύ – 129
    - Kaimeni Chora – Καημένη Χώρα – 21
    - Megalo Potami – Μεγάλο Ποτάμι – 25
    - Megalochori – Μεγαλοχώρι – 115